# (4794) Bogard
(4794) Bogard es un asteroide perteneciente al cinturón de asteroides, descubierto el 16 de septiembre de 1988 por Schelte John Bus desde el Observatorio Interamericano del Cerro Tololo, La Serena, Chile.

## Designación y nombre
Designado provisionalmente como 1988 SO2. Fue nombrado Bogard en honor al astrónomo estadounidense Donald Bogard que trabajó en el Centro Johnson de la NASA siendo pionero en el estudio de la cronología, formación e impacto de cuerpos del sistema solar utilizando mediciones de isótopos de argón. Jugó un papel clave en el reconocimiento del origen marciano de algunos meteoritos utilizando análisis de los gases atrapados.

## Características orbitales
Bogard está situado a una distancia media del Sol de 2,271 ua, pudiendo alejarse hasta 2,535 ua y acercarse hasta 2,008 ua. Su excentricidad es 0,115 y la inclinación orbital 5,403 grados. Emplea 1250 días en completar una órbita alrededor del Sol.

## Características físicas
La magnitud absoluta de Bogard es 13,7. Tiene 4,364 km de diámetro y su albedo se estima en 0,369.